# 30 fructidor
30 thermidor 30 jour complémentaire
Le décadi 30 fructidor, officiellement dénommé jour du panier, est le 360e jour de l'année du calendrier républicain.
C'était généralement le 16e jour du mois de septembre dans le calendrier grégorien.